# Лаура Манчінеллі
Лаура Манчінеллі (італ. Laura Mancinelli; 18 грудня 1933, Удіне, Фріулі-Венеція-Джулія, Італія — 7 липня 2016, Турин, П'ємонт, Італія) — італійська письменниця, лінгвістка і медієвістка.
Викладачка університету, перекладачка, есеїстка (численні нариси середньовічної історії) та авторка історичних романів.

## Біографія
Лаура Манчінеллі народилася в Удіне в 1933 році. Потім, після чотирирічного перебування в Роверето, де вона жила у ранньому дитинстві, переїхала із сім'єю до Турину (1937).
Після шкільної освіти і навчання закінчила Туринський університет в 1956 році, отримавши ступінь німецької літератури з акцентом на сучасну.
У роки після докторського ступеня викладала у старшій школі, але продовжувала працювати з середньовічною німецькою культурою: в 1969 році був виданий нарис «Пісня про Нібелунгів, проблеми і цінності».
У 70-х роках викладала німецьку філологію в Сассарі університет, а потім — у Венеції під іменем Ладіслао Міттнер в 1976 році. Отримала кафедру історії німецької мови у Венеціанському університет (італ. Università Ca' Foscari Venezia). Італійська мова
Дотримуючись поради свого колеги та друга Клаудіо Маґріс, в 1972 році Манчінеллі редагувала і переклала з оригіналу том Пісня про Нібелунґів, а потім в 1978 році Трістан де Готфрід Страсбурзький і 1989 року Григорій і Бідний Генріх де Гартман фон Ауе.
Після повернення в Турин в якості викладачки університету (департамент німецької філології) в 1981 році Лора Манчінеллі дебютувала у художній літературі, видавши примірники Дванадцять абатів з Challant, історичний роман, з якого авторка проекту почала в 1968 році.
Назавжди для Ейнауди пішла за фантомом Моцарта в 1986 році і Чудо Святого Одила в 1989.
На початку 90-х, уражена розсіяний склерозом, Лора Манчінеллі покинула кафедру німецької філології.
З 1994 року повністю присвятила себе письменству та опублікувала понад п'ятнадцять робіт протягом десятиліття, незважаючи на перебування в лікарні та тривалу реабілітацію.